# Inurois asahinai
Inurois asahinai är en fjärilsart som beskrevs av Inoue 1974. Inurois asahinai ingår i släktet Inurois och familjen mätare. Inga underarter finns listade i Catalogue of Life.